# Фидецис, Вирон
Вирон Фидецис (греч. Βύρων Φιδετζής; род. 1945, Салоники) — греческий виолончелист и дирижёр.
Окончил Салоникскую консерваторию у Манолиса Казамбакаса (виолончель) и Солона Михаилидиса (теория музыки), затем учился в Венской музыкальной академии у Андре Наварры и Владимира Орлоффа (виолончель) и у Ханса Сваровски (дирижирование); занимался также в мастер-классах Мильтиадеса Каридиса (Вена) и Отмара Суитнера (Берлин).
В 1985—1992 гг. возглавлял камерный оркестр Греческой национальной оперы. С 1987 г. постоянный дирижёр Афинского государственного оркестра, в 2005 г. назначен его главным дирижёром. Одновременно в 1990—1992 гг. возглавлял Симфонический оркестр Свердловской филармонии.
Пропагандист греческой академической музыки, Фидецис записал с различными коллективами оперу Димитриса Митропулоса «Сестра Беатрис», «36 греческих танцев» и другие произведения Никоса Скалкотаса, три симфонии и оперу «Константин Палеолог» Манолиса Каломириса и многие другие.